# Suite d'Ehrenfeucht-Mycielski
Pour les articles homonymes, voir Mycielski.
La suite d'Ehrenfeucht-Mycielski (en anglais « Ehrenfeucht-Mycielski sequence » est une suite binaire qui a des propriétés qui ressemblent à celles de suites  pseudo-aléatoires. Elle a été définie par Andrzej Ehrenfeucht et Jan Mycielski en 1992.

## Définition
La suite commence avec le bit 0 ; chaque bit est calculé en fonction des bits précédents : on cherche le plus long suffixe qui apparaît déjà une autre fois dans la suite, et on ajoute le bit qui ne suit pas cette autre occurrence (s'il y a plusieurs occurrences, on prend la dernière).
Par exemple, pour la suite 
01001101011100010000111
le plus long suffixe qui apparaît déjà une autre fois dans ce mot est 0111
puisque l'on a :
01001101011100010000111
Son occurrence autre que la dernière est suivie de 0, donc la suite continue par 1 et devient
010011010111000100001111

## Construction de la suite
Le principe décrit ci-dessus donne successivement les bits suivant :
1. 0 : bit initial ; le mot vide est le suffixe qui apparaît déjà, il est suivi de 0 donc on ajoute 1
2. 01 : à nouveau, seul le mot vide apparaît déjà, sa dernière occurrence est suivie de 1 donc on ajoute 0
3. 010 : le suffixe 0 apparaît suivi de 1, donc on ajoute 0
4. 0100 : le suffixe 0 apparaît deux fois, la dernière fois suivi de 0, donc on ajoute 1
5. 01001 : le suffixe 01 apparaît suivi de 0, donc on ajoute 1
6. 010011 : le suffixe 1 apparaît deux fois, la dernière fois suivi de 1, donc on ajoute 0
7. 0100110 : etc.

Les premiers termes de la suite sont :
0100110101110001000011110110010100100111010001100...
C'est la suite A038219 de l'OEIS. Une variante de la suite est obtenue en remplaçant (0,1) par (1,2) : c'est la suite A007061 de l'OEIS :
121122121222111211112222...
On a aussi calculé la suite de plages formée par des symboles identiques consécutifs (suite des runs du run-length encoding, c'est la suite A201881 de l'OEIS : 
11221113314412211...

## Algorithme
L'algorithme naïf calcule un bit de la suite en comparant chaque suffixe à la séquence tout entière. Il prend un temps en  O(n3) pour engendrer les n premiers termes. De fait, une structure de donnée similaire à un arbre des suffixes permet d'engendrer la suite en temps constant par bit engendré.  

## Universalité
La suite d'Ehrenfeucht-Mycielski est une suite univers ; elle a la propriété que toute suite finie de bits y apparaît comme facteur une infinité de fois. Une telle suite est parfois appelée disjonctive. De manière équivalente, le nombre  0.01001101... dont la suite est le développement en base 2 est un nombre univers. Il a été calculé que tout facteur de longueur i apparaît au moins j fois dans le préfixe de longueur A(4i,j) de la suite, où A est la fonction d'Ackermann, mais des observations expérimentales suggèrent une borne bien meilleure : la longueur d'un préfixe contenant tous les mots de longueur i en facteur semble être proche de la plus petite valeur possible, à savoir 2i + i, celle des suites de de Bruijn.

## Normalité
Ehrenfeucht et Mycielski conjecturent que le nombre de bits égaux à  0 et à 1 bits est équilibré, et converge vers une densité limite de 1/2. Plus précisément, si f(i) est le nombre de bits égaux à 0 parmi les  i premiers bits de la suite d'Ehrenfeucht–Mycielski, on devrait avoir :
{\displaystyle \lim _{i\to \infty }f(i)/i=1/2}.
Une hypothèse formulée par Irving John Good et mentionnée en appendice dans la note d'Ehrenfeucht et Mycielski précise cette conjecture : la vitesse de convergence de cette limite doit être nettement plus rapide que celle d'une suite aléatoire, pour laquelle la loi du logarithme itéré donne
{\displaystyle f(i)/i=1/2+O\left({\sqrt {(\log \log i)/i}}\right)}.
La conjecture d'équilibre d'Ehrenfeucht et Mycielski  est un premier pas vers une affirmation plus forte, à savoir que le nombre univers  0.01001101... dont la suite est le développement binaire est un nombre normal en base 2. Cette conjecture est encore ouverte en 2009; toutefois, on sait que tout point limite de la suite des  f(i)/i est dans l'intervalle  [1/4,3/4].

## Articles liés
- Nombre normal
- Nombre univers
- Suite de de Bruijn
- Constante de Champernowne